# Unteres Schloss Schmidmühlen

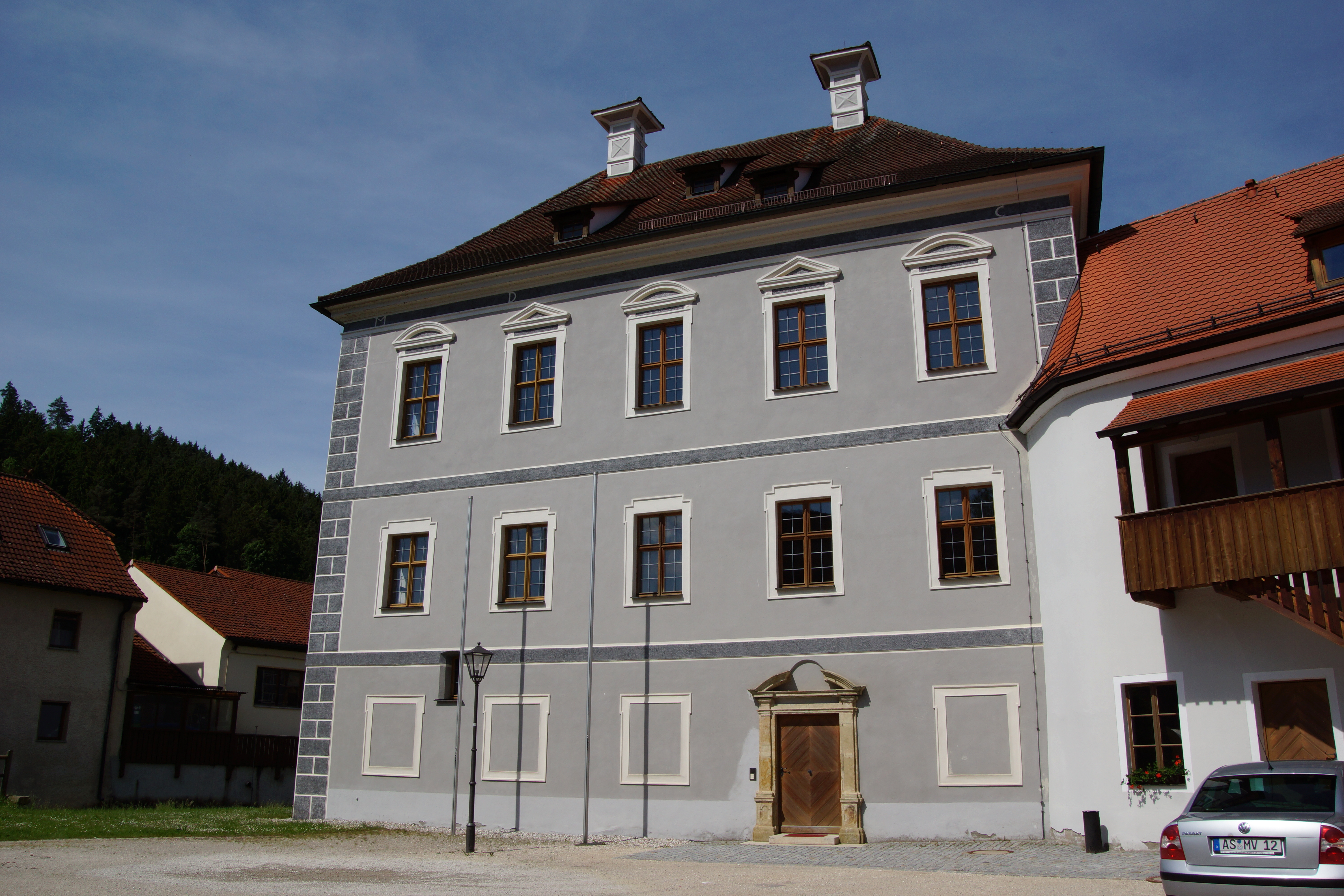
Das Hammerschloss in Schmidmühlen

Das Untere Schloss Schmidmühlen ist eines von drei Schlössern in Schmidmühlen im Landkreis Amberg-Sulzbach in Bayern. Das Schloss wurde um 1700 als Hammerschloss erbaut. Es zeugt von der Vergangenheit Schmidmühlens als Zentrum der Oberpfälzer Eisenindustrie und ist unter der Aktennummer D-3-71-148-6 als Baudenkmal verzeichnet. „Archäologische Befunde und Funde im Bereich des Unteren Schlosses von Schmidmühlen, darunter die Spuren von Vorgängerbauten des Hammerherrensitzes und des zugehörigen mittelalterlichen und frühneuzeitlichen Eisenhammers“ werden zudem als Bodendenkmal unter der Aktennummer D-3-6737-0059 geführt.

## Geschichte
1326 war dort eines der bedeutendsten Hammerwerke der Oberpfalz. 1387 trat das Werk dem Oberpfälzer Hammereinigung bei („Vlreich Wolntzhofer mit dem hamer zu Smidmüllen“).
1427 musste sich der Hammermeister Hans Perndl verpflichten, zwei Tore des umfriedeten Gutes „zu rechten weill und zeiten offen lassen“. Eines dieser Tore besteht noch als Tordurchfahrt beim Haus Hammerstraße 13. Unter dem aus Regensburg stammenden Bürgergeschlecht der Altmanns erlebte das Werk einen Aufschwung (1465–1556). Sie erwarben auch das Gelände südlich der Lauterach zur Lagerung von Holzkohle; die Flurnamen Hammerwiese und Kohlstadel zeugen von dieser Verwendung. 1530 kauften sie auch noch die Hofmark Pilsheim, um das dortige Erzvorkommen nutzen zu können.
1566 ging das Hammergut in den Besitz des Eisengroßhändlers Leonhard Vogel aus Regensburg über, der 1562 einen Blechhammer neu erbaut hatte. Nach mehrmaligem Besitzerwechsel wurden 1622 die Schulden an den Regensburger Eisenhändler Schwarz und den Amberger Bürger Kohler als existenzbedrohend angesehen. Im Dreißigjährigen Krieg wurde der Hammer von den Schweden geplündert und es kam zu einem Gantprozess. 1666 kaufte Johann Adam von Senglau das Hammergut und gründete unterhalb des Werks 1668 eine Papiermühle. Seine Nachfolger waren die Fischbach (1680–1784), die das Werk wieder in die Höhe bringen konnten. Sie errichteten 1700 das barocke Hammerschloss. Nach dem Niedergang des Eisengewerbes zwischen 1804 und 1817 kaufte Franz Wilhelm von Frank, der auch Besitzer des Hammerwerkes Vilswörth war, den Eisenhammer. Dieser wurde in eine Spiegelschleife und 1909 in ein heute noch bestehendes Sägewerk umgewandelt. Heute betreibt das Wasserrad des Polierwerks eine Kleinwasserkraftanlage.

## Architektur
Im Kern noch spätgotisch, sind die Architektur des Schlosses und seine Ausstattung vom italienischen Barock geprägt. Der Bauherr Johann Hector von Vischbach, durch seinen Aufenthalt während der Türkenkriege am Wiener Hof mit den neuesten Strömungen der Baukunst der Zeit in Berührung gekommen, ließ sich ein Schloss nach dem Vorbild italienischer Adelspaläste erbauen. Berühmtestes Beispiel für diesen Schlosstypus ist der Mittelbau von Schloss Nymphenburg in München. Durch phantasievolle Stuckdecken von italienischen Künstlern und Fresken von Hans Georg Asam, dem Vater der Gebrüder Asam, wurde das Schmidmühlener Hammerschloss eines der wichtigsten Bauwerke im Landkreis.

## Nutzung
Die Gemeinde kaufte 1857 das Hammerschloss. Es diente unter anderem als  Ausweichschule (bis 1863), Gefängnis, Lagerhalle und Armenhaus (bis 1978). Zu Beginn des 19. Jahrhunderts endete die Blütezeit des Hammerschlosses und das Gebäude verfiel. Nach den 1970er Jahren stand es 20 Jahre leer. Bis 2003 wurde es renoviert und dient heute als Kultur-, Pfarr- und Gemeindezentrum und war Kulisse für das Festspiel Erasmus Grasser anlässlich der 1000-Jahr-Feier des Marktes im Jahre 2010.